# Bad Weißenstadt
Bad Weißenstadt (bis Juli 2025 Weißenstadt) ist eine Stadt und ein seit dem 21. Juli 2025 anerkanntes Heilbad im oberfränkischen Landkreis Wunsiedel im Fichtelgebirge.

## Geografie

### Lage
Die Stadt liegt eingebettet im Tal der Eger zwischen Waldstein, Rudolfstein und Höllpass auf der Hochebene des Fichtelgebirges. Weißenstadt liegt in etwa auf halber Strecke zwischen Hof (Saale) und Bayreuth.

### Gemeindegliederung
Es gibt 21 Gemeindeteile (in Klammern ist der Siedlungstyp angegeben):
- Bad Weißenstadt (Hauptort)
- Birk (Dorf)
- Franken (Dorf)
- Frohnlohe (Einöde)
- Grub (Dorf)
- Grubbach (Einöde)
- Hühnerhöfen (Einöde)
- Kohlmesserhaus (Einöde)
- Lehsten (Weiler)
- Meierhof (Dorf)
- Neuenhammer (Einöde)
- Ruppertsgrün (Dorf)
- Schönlind (Dorf)
- Torfmoorhölle (Weiler)
- Voitsumra (Dorf)
- Weiherhöfen (Dorf)
- Weißenhaid (Dorf)
- Weißenhaider Mühle (Einöde)
- Zechenhaus (Einöde)
- Ziegelhütte b.Lehsten (Weiler)
- Zigeunermühle (Weiler)

Die Einöde Finkenmühle gehört zum Gemeindeteil Birk.

## Geschichte

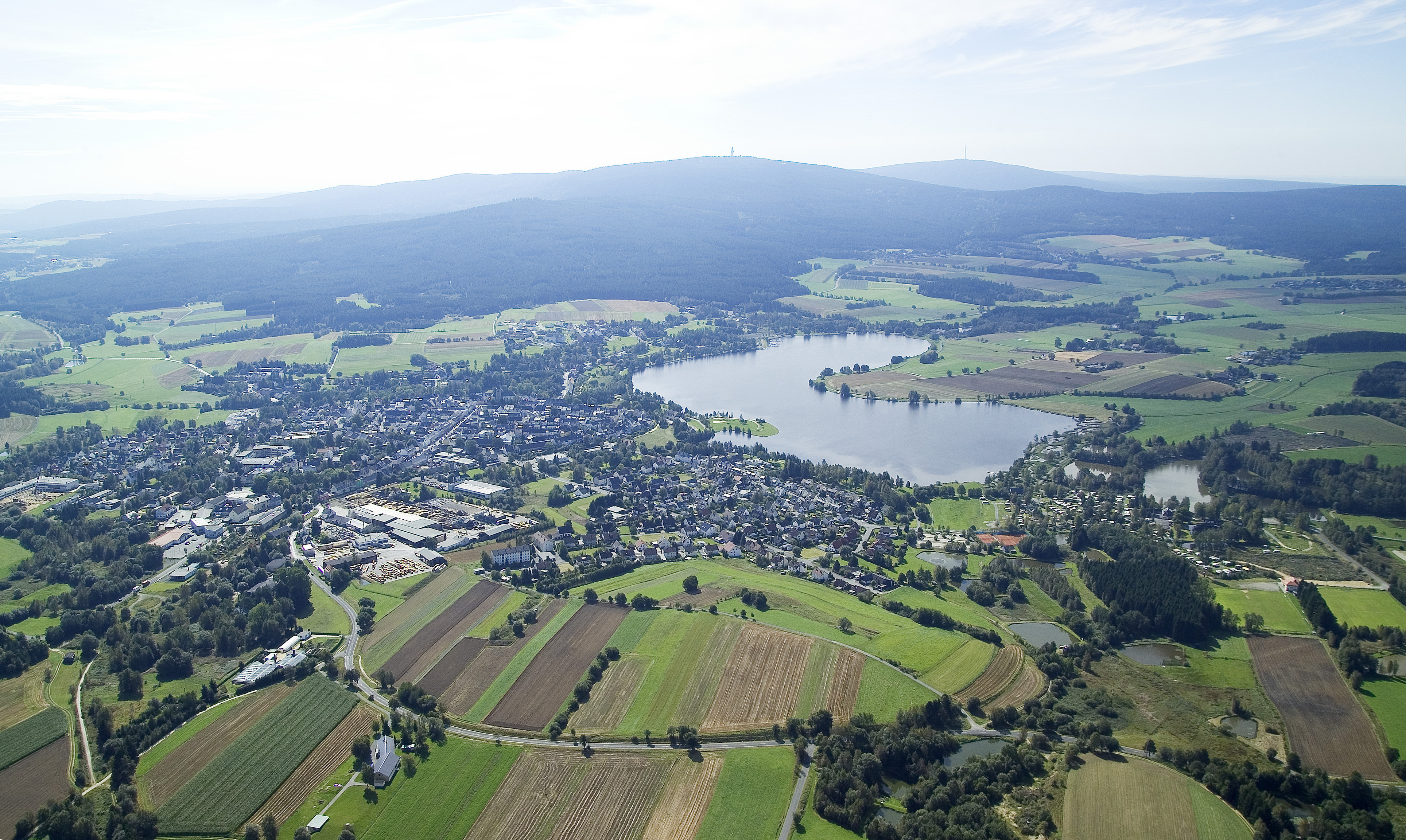
Weißenstadt im September 2005

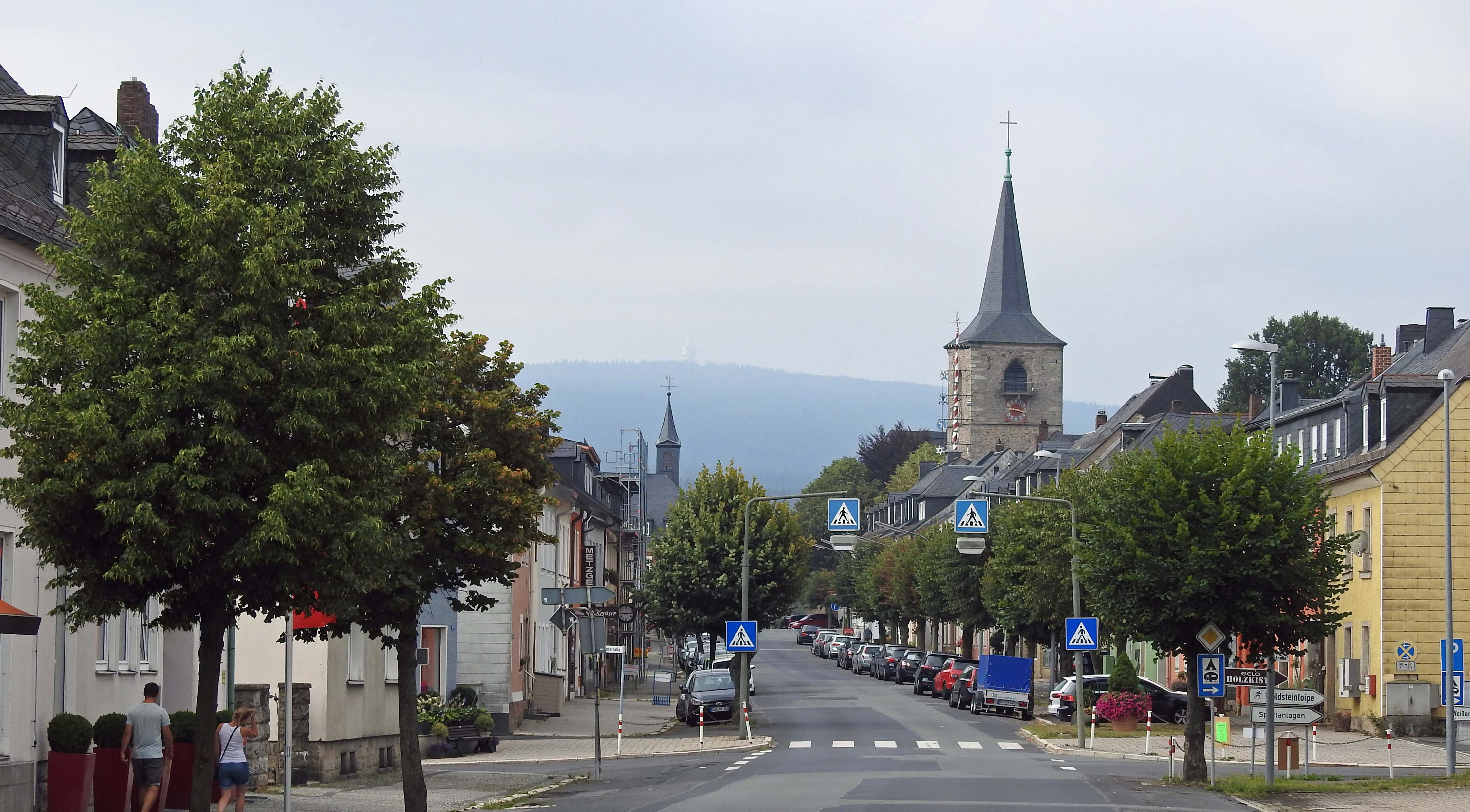
Kirchenlamitzer Straße in Bad Weißenstadt mit Schneeberg

### Mittelalter
Der Ort erschien erstmals urkundlich 1299 als „Weißenkirchen“ (lat.: alba Ecclesia) und gehörte zum Herrschaftsbereich der nahegelegenen Burg Rudolfstein. Diese wurde erstmals 1317 erwähnt und befand sich damals im Besitz der Herren von Hirschberg, die sie von den Grafen von Henneberg zu Lehen erhalten hatten. Die Henneberger hatten das Gebiet um den Rudolfstein aus dem Erbe der Andechs-Meranier übernommen. Nicht lange danach befand sich der Rudolfstein und damit auch der zu seinen Füßen gelegene Ort Weißenkirchen in der Herrschaft des Klosters Waldsassen, das diesen Besitz 1347 an die Burggrafen Johann II. und Albrecht den Schönen von Nürnberg weiterveräußerte. Diese erhoben den Ort wenig später zur Stadt, denn 1368 wurde die Siedlung erstmals Weißenstadt genannt. In der Folge erlangte Weißenstadt große Bedeutung durch den in der Umgebung betriebenen Zinnbergbau und die Zinnverarbeitung. Schon im 14. Jahrhundert bestand dort ein eigenes „Zinnergericht“. Das 1398 durch Burggraf Johann III. von Nürnberg in Weißenstadt eingesetzte „Zeidelgericht“ weist auf die hier ebenfalls umfangreiche Waldbienenzucht hin.

### Frühe Neuzeit
Vom 16. bis zum 18. Jahrhundert wurden in Weißenstadt auch Bergkristalle bergmännisch gefördert, die beispielsweise beim Bau des Neuen Schlosses in der Bayreuther Eremitage verwendet wurden. Gegen Ende des 15. Jahrhunderts verließen die Hirschberger, die seit dem Verkauf des Rudolfsteins an die Nürnberger Burggrafen als hohenzollerische Amtmänner fungiert hatten, die klimatisch ungünstig gelegene Höhenburg Rudolfstein und verlegten ihren Amtssitz nach Weißenstadt, wo sie zwei Edelsitze besaßen. Diese Schlösser fielen dem großen Stadtbrand von 1823 zum Opfer; es sind keine Reste mehr davon zu sehen. Mit der Verwaltungsreform 1613 wurden die Stellen der adeligen Amtmänner im Sechsämterland abgeschafft; Weißenstadt wurde Sitz eines markgräflichen Richteramtes. Neben Wunsiedel war Weißenstadt die einzige Stadt im Sechsämterland, die über eine Stadtmauer verfügte. Im Jahr 1818 entstand die politische Gemeinde.

### 19. und 20. Jahrhundert
Im Jahr 1899 bekam Weißenstadt auch einen Eisenbahnanschluss. Eine 1993 stillgelegte Stichbahn verband die Stadt bei Kirchenlamitz-Ost (Niederlamitz) mit der Bahnstrecke Weiden–Oberkotzau.

### Eingemeindungen
Im Zuge der Gebietsreform in Bayern wurden am 1. Januar 1978 die Gemeinden Franken und Voitsumra sowie Gebietsteile der aufgelösten Gemeinde Reicholdsgrün eingegliedert. Die früheren gemeindefreien Gebiete Weißenstadter Forst-Nord (5,45 km²), Weißenstadter Forst-Süd (15,11 km²) und Meierhöfer Seite (2,97 km²) wurden mit Wirkung vom 1. Januar 2025 aufgelöst und in die Stadt Weißenstadt eingegliedert.

### Einwohnerentwicklung
Zwischen 1988 und 2018 sank die Einwohnerzahl von 3734 auf 3113 um 621 Einwohner bzw. um 16,6 %.

## Politik

### Stadtrat
Der Stadtrat in Bad Weißenstadt hat 16 Mitglieder. Bei der Stadtratswahl am 15. März 2020 wurde folgendes Ergebnis für die Wahlperiode 2020–2026 erzielt:
| Sitzverteilung       | Stimmenanteile                                                        |
| -------------------- | --------------------------------------------------------------------- |
| SPD 6 Sitze          | Stadtratswahl Weißenstadt 2020 %403020100 39,9 %39,3 %20,7 % CSUSPDFW |
| CSU 7 Sitze          | Stadtratswahl Weißenstadt 2020 %403020100 39,9 %39,3 %20,7 % CSUSPDFW |
| Freie Wähler 3 Sitze | Stadtratswahl Weißenstadt 2020 %403020100 39,9 %39,3 %20,7 % CSUSPDFW |

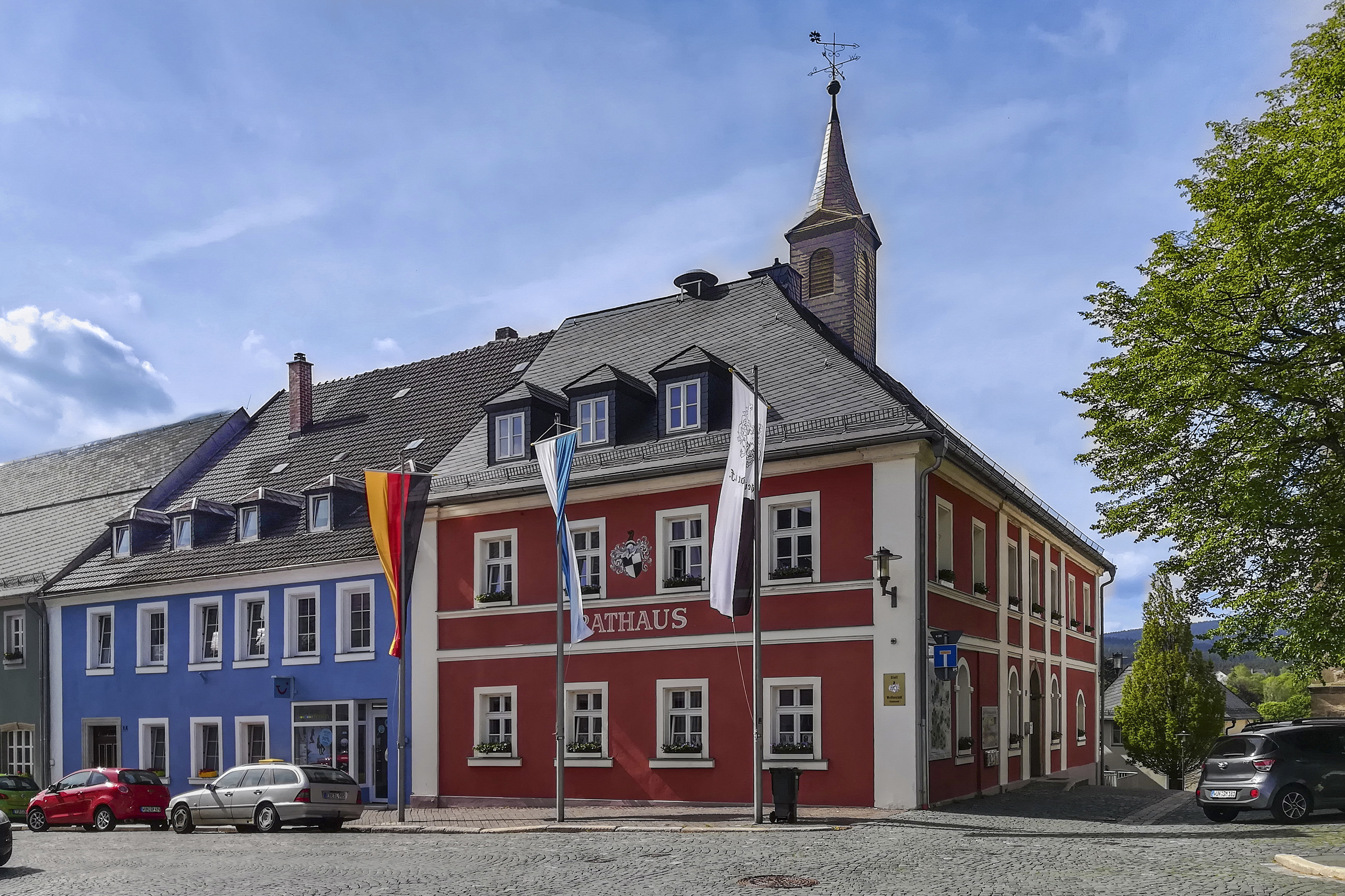
Rathaus von Bad Weißenstadt

Nach früheren Wahlen ergaben sich folgende Sitzverteilungen:
| Wahlperiode 2014–2020 - SPD 7 Sitze - CSU 7 Sitze - Freie Wähler 2 Sitze | Wahlperiode 2008–2014 - SPD 7 Sitze - CSU 6 Sitze - Freie Wähler 3 Sitze | Wahlperiode 2002–2008 - SPD 4 Sitze - CSU 7 Sitze - Freie Wähler 3 Sitze - ÜWG 2 Sitze |

### Bürgermeister
Bei der Bürgermeisterwahl im Jahr 2020 konnte sich Frank Dreyer (SPD) mit 54,01 % gegen Matthias Beck (CSU) mit 32,12 % und Thomas Miksch (FW) mit 13,87 % erneut durchsetzen. Nachdem Dreyer im Frühjahr 2024 seinen gesundheitsbedingten Rücktritt erklärt hatte, wurde Matthias Beck (CSU) am 28. Juli 2024 mit 86 % zum neuen Bürgermeister gewählt. Sein Gegenkandidat war Markus Zitzmann (SPD).
| 1866–1868 | Bgm.Kreiselmeyer   |  | 1915–1927 | Heinrich Ruckdäschel |  | 1972–1984 | Christof Hager (FW) |
| 1877–1887 | Karl Schmidt       |  | 1927–1933 | Georg Pflieger       |  | 1984–2008 | Klaus Knies (CSU)   |
| 1888–1891 | Friedrich Gebhardt |  | 1935      | Ernst Rubner         |  | 2008–2024 | Frank Dreyer (SPD)  |
| 1894      | Wilhelm Kleemann   |  | 1950      | Georg Schuster       |  | seit 2024 | Matthias Beck (CSU) |
| 1911–1915 | Karl Schmidt       |  | 1952–1972 | Max Stollberg (SPD)  |  |           |                     |

### Wappen
| | Blasonierung: „Geviert von Schwarz und Silber.“ |
| Wappenbegründung: Das Weißenstädter Wappen entspricht dem einfachen Wappen der Burggrafen von Nürnberg, die im 13. und 14. Jahrhundert aus dem Geschlecht der Hohenzollern kamen und deren Hauswappen die typische schwarz-silberne Vierung aufwies. Die Nürnberger Burggrafen hatten 1348 den Ort Weißenkirchen erworben, der dann im Zuge der Stadterhebung in Weißenstadt umbenannt wurde. |                                                 |

## Kirchen
- Evangelisch-lutherische Kirchengemeinde mit der Stadtkirche St. Jakobus[9]
- Katholische Pfarrgemeinde mit der Pfarrkirche Maria Immaculata

## Sehenswürdigkeiten

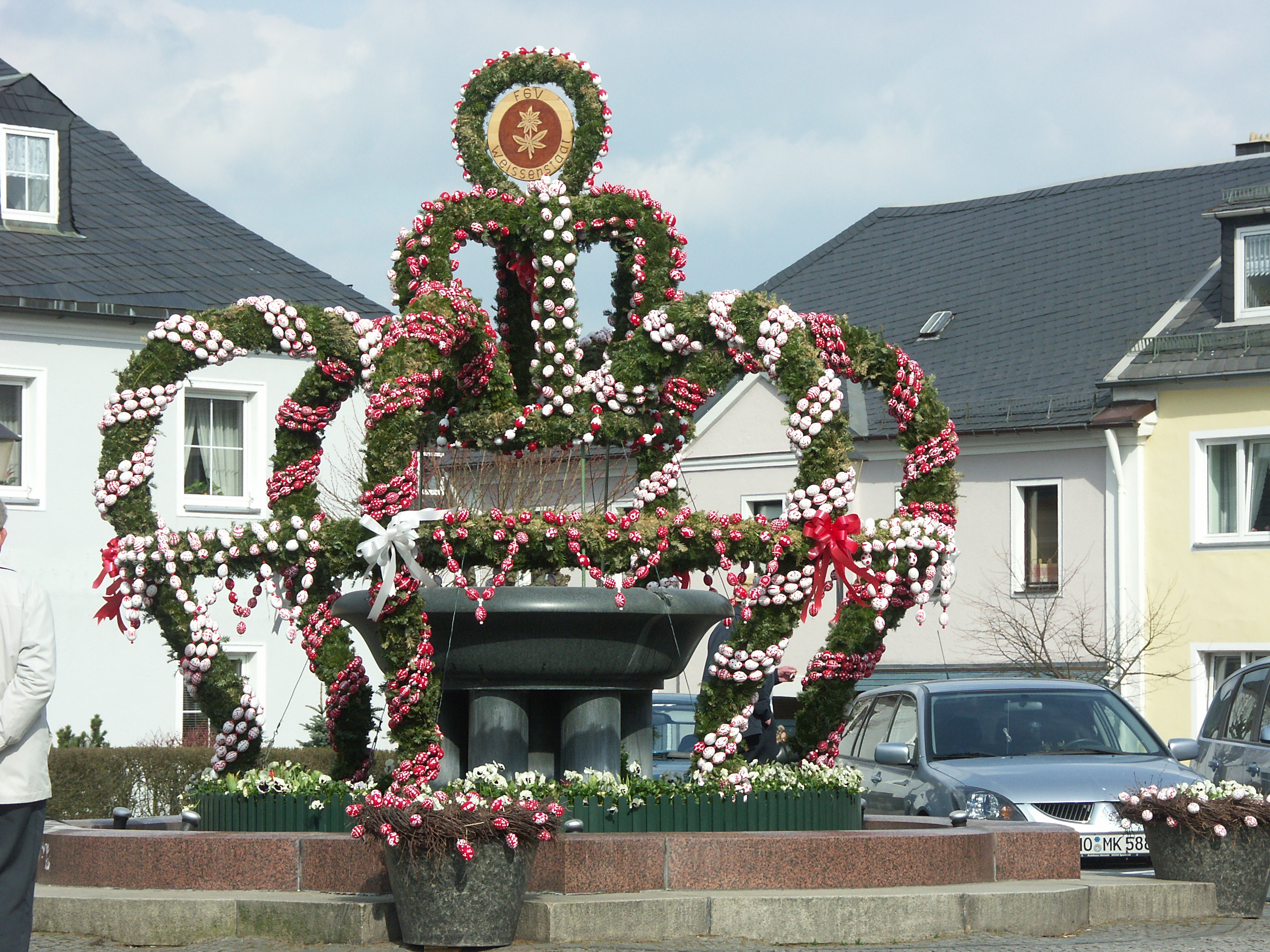
Osterbrunnen in Weißenstadt

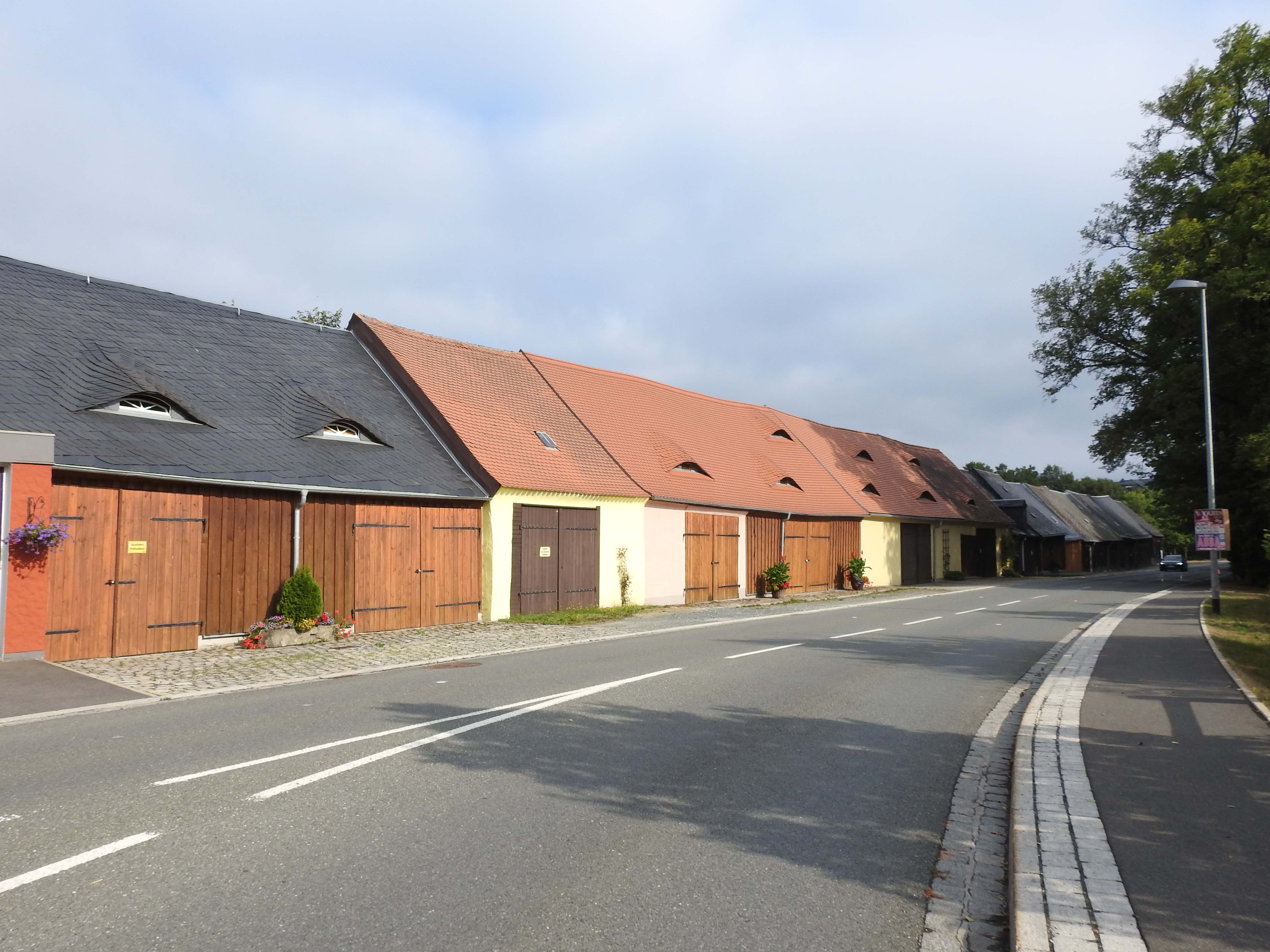
Scheunenreihe Bayreuther Straße in Weißenstadt

- Katholische Pfarrkirche Maria Immaculata von 1936
- Die evangelische Stadtkirche St. Jakobus wurde unter Verwendung der alten Außenmauern nach dem Brand von 1823 wieder aufgebaut.[10]
- Die evangelische Gottesackerkirche zur Heiligen Dreifaltigkeit hat sich ihre reiche Ausstattung aus dem 17. Jahrhundert bewahrt.[11]
- Im Kurpark stehen nahe der Scheunenreihe an der Bayreuther Straße die Ruinen der Steinschleiferei Erhard Ackermanns.
- In der Kirchenlamitzer Straße 12 liegt das nach Vereinbarung öffentlich zugängliche Drogeriemuseum in Sack’s Destille, verbunden mit der Weißenstädter Unterwelt, einem Kristallbergwerk.[12]
- Zwischen See und Campingplatz befindet sich eines der ersten Zeugnisse der Steinschleiferei, ein Fischkasten aus Granit.
- Das kleine Museum
- Die für das Fichtelgebirge früher typischen Scheunenreihen an den Ortseinfallsstraßen sind in Weißenstadt noch weitgehend erhalten. In einer ehemaligen Scheune ist eine Info-Stelle des Naturparks Fichtelgebirge über den Fluss und das Biotop Eger untergebracht.
- Felsenkeller im Umfeld der Stadt[13]
- Die Burgruinen und Naturdenkmäler Rudolfstein und Waldstein
- Teile der Stadtmauer
- Ehemaliges Zinnerzbergwerk Werra am Rudolfstein

## Weißenstädter Kellerwelt

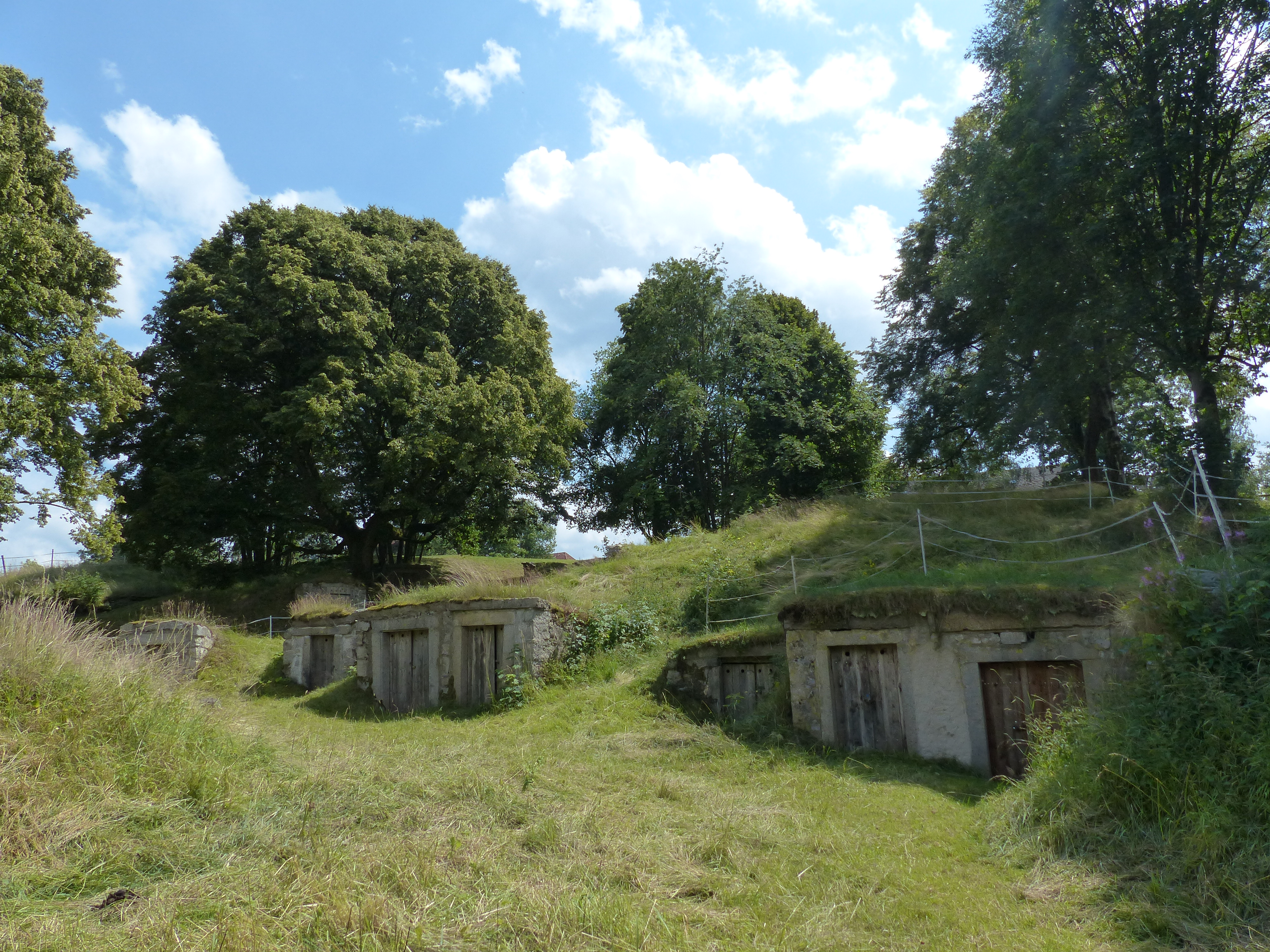
Felsenkeller zur Lagerung oberhalb des Friedhofes

Ein System von unterirdischen Lagern und Erdkellern befindet sich in der sogenannten Weißenstädter Kellerwelt, die einhundertdreißig unterirdische Lagerräume auf einem Gelände etwas größer als ein Fußballfeld umfasst. Die Keller bilden zusammen ein „labyrinthisches System aus Lagerräumen und weitverzweigten Gängen“, das noch nicht systematisch erfasst ist. Nach Gerald Kastl, einem Mitglied des Arbeitskreises Kellerforschung Weißenstadt, wurden die Keller ab 1756 vor der Stadt als Lagerräume für die Lagerung der seinerzeit neu eingeführten Kartoffeln angelegt.

## Wirtschaft und Infrastruktur

### Bildung
- Grundschule Weißenstadt

### Naherholung

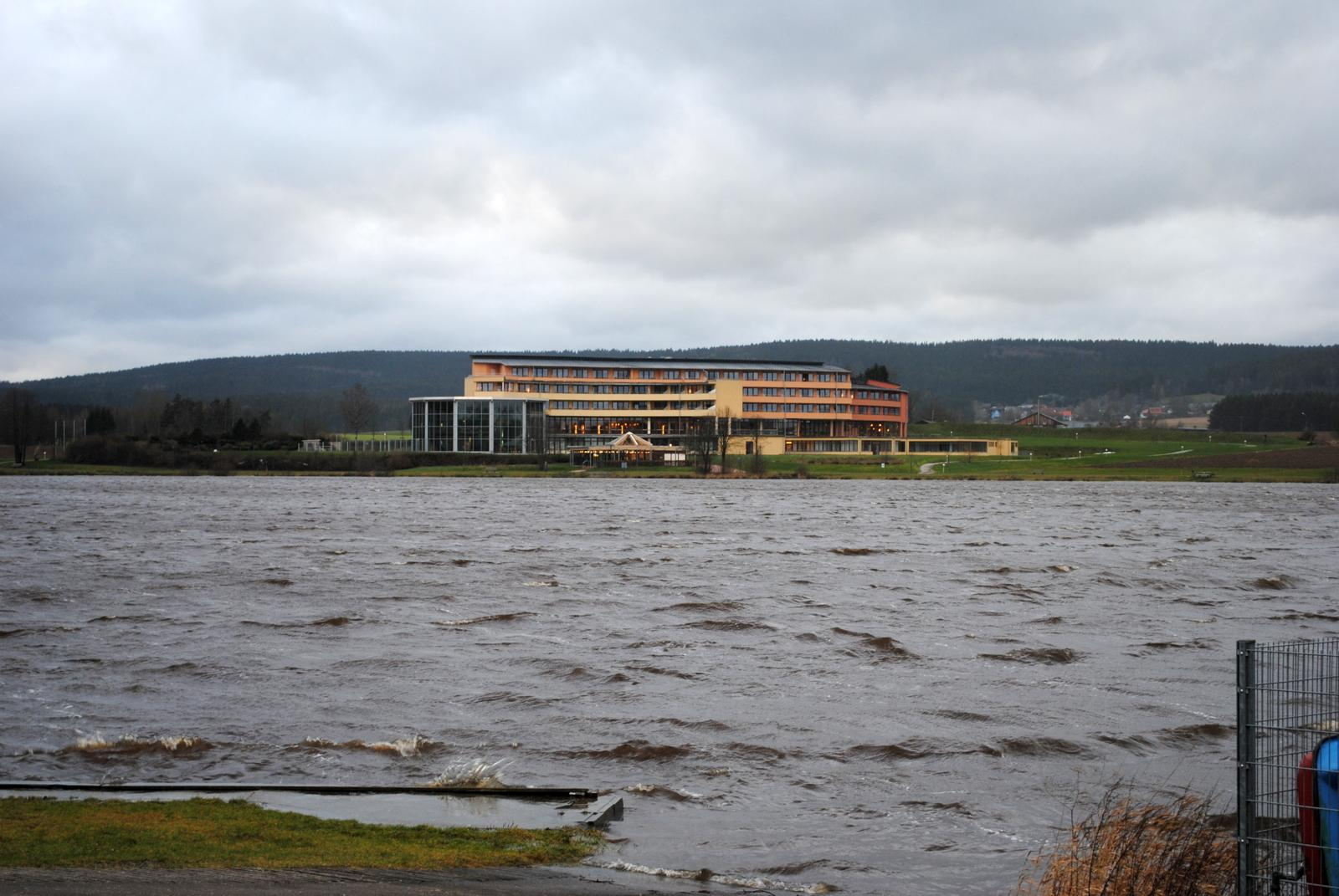
Weißenstädter See, im Hintergrund Radon-Kur- und Erholungshotel

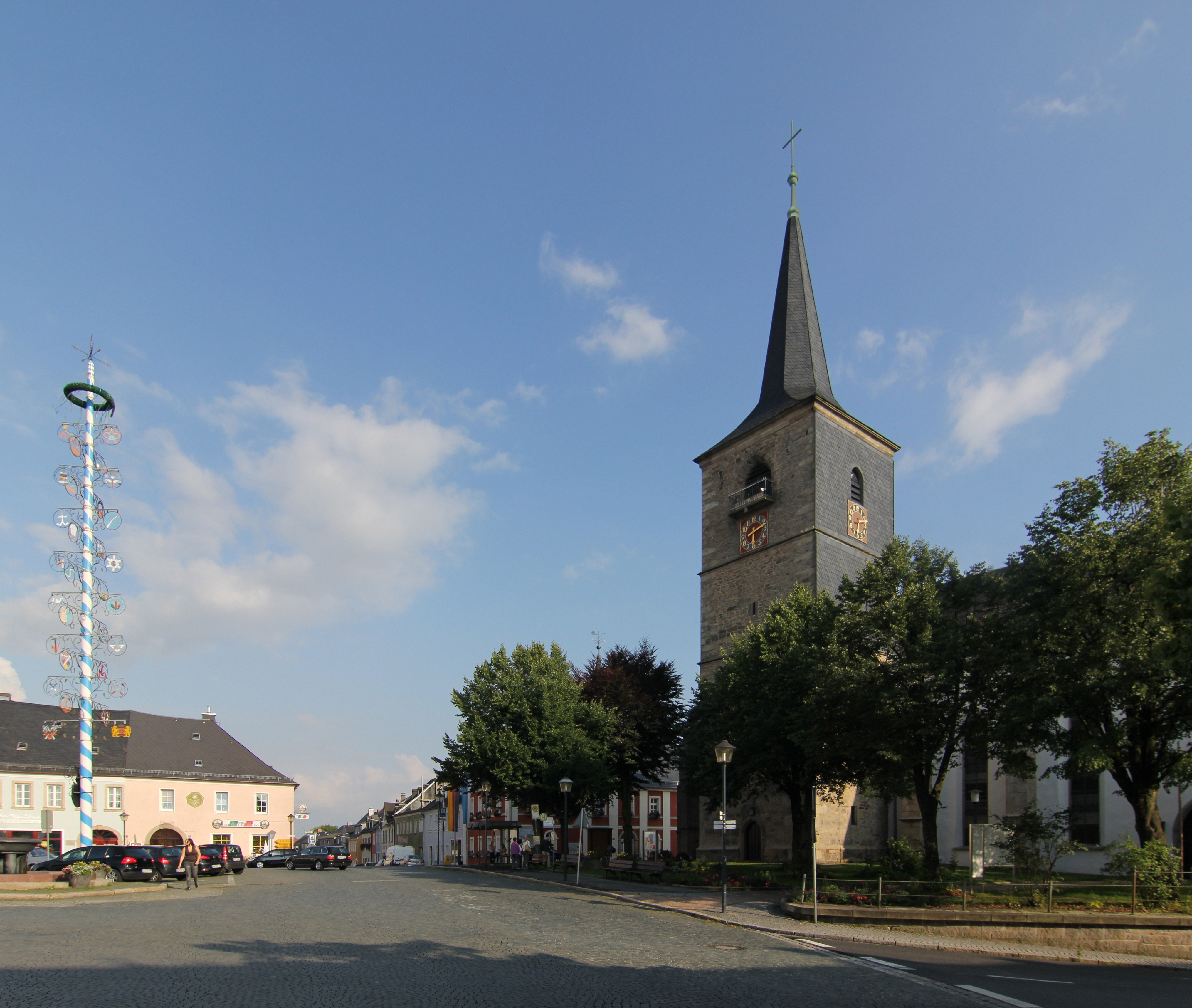
Weißenstädter Marktplatz mit Maibaum und der Stadtkirche St. Jakobus

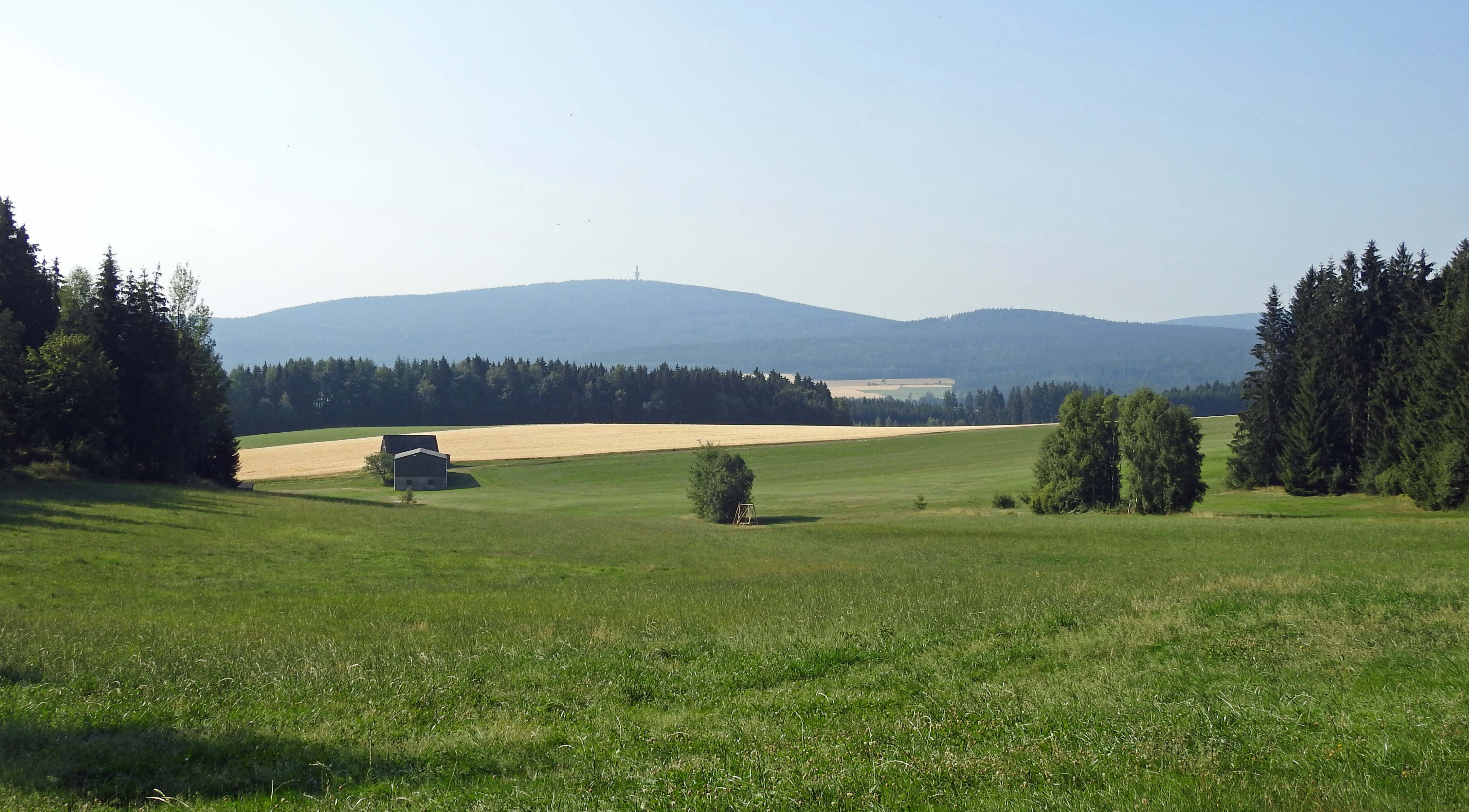
Blick auf den Schneeberg bei Ruppertsgrün

Der 48 ha große Weißenstädter See liegt am Rand der Stadt. Er ist von allen Seiten zugänglich und bietet viele Freizeitmöglichkeiten wie zum Beispiel ein Beachvolleyball- und ein Basketballfeld und man hat die Möglichkeit, einige Wassersportarten zu betreiben. Der 4,2 Kilometer lange, durchgehend asphaltierte Seeweg eignet sich zum Inlineskaten und zum Spazierengehen. Der Kurpark und die Landschaft um den See laden zur Entspannung und Erholung ein. Am Südwestufer des Sees wurde am 18. August 2007 ein Radon-Kur- und Erholungshotel eröffnet.

### Thermalbad
Am 30. Oktober 2016 wurde das Siebenquell GesundZeitResort am Südwestufer des Weißenstädter Sees eröffnet. Dazu gehören rund 6200 Quadratmeter Sauna-Landschaft und 1500 Quadratmeter Wasserfläche. Das fluoridhaltige Schwefel-Thermalwasser wird aus 1835 Metern Tiefe gefördert, die Becken haben Temperaturen von 31 bis 34 Grad.

### Freizeit- und Sportanlagen
- Bademöglichkeiten
  - Naturfreibad
  - Stadtnahe Badezonen am Nordende des Weißenstädter Sees
  - modernes Hallenbad im Kurhotel am Südende des Weißenstädter Sees (nur für Hotelgäste)
  - Therme Siebenquell am Weißenstädter See
- Kneipp-Anlagen
  - Kneipp-Anlage am Weg vom Parkplatz zum Nordwestende des Sees
  - Kneipp-Anlage am Radweg nach Kirchenlamitz bei Kleinschloppen (etwa drei Kilometer vom Zentrum Bad Weißenstadts)
- Wassersport
  - Surfclub mit Lagerfläche am Südende des Weißenstädter Sees
  - Segelverein mit Lagerfläche und Slipbahn am Südende des Weißenstädter Sees
  - Zwei Tretboot-Verleihstellen beim Segelverein und auf Halbinsel
- Camping
  - Campingplatz in Seenähe mit verschiedenen Arealen für Dauerparker, mobile Wohnwagen und Zelte
- Tennisplätze
  - Anlage mit drei Plätzen am Parkplatz nahe dem Westende des Weißenstädter Sees
- Basketball
  - Teerplatz im Osten des Weißenstädter Sees nahe dem Wehr
- Sport- und Fußballplätze
  - Ein Turnier- und ein Trainingsplatz in der Nähe des Naturfreibades
  - Leichtathletikanlage bei der Grund- und Hauptschule
- Sporthallen
  - Mehrzwecksportanlage der Grund- und Hauptschule
  - Sporthalle des Turnvereins
- Loipen
  - Mehrere durch den WSV Weißenstadt gepflegte Loipen in Richtung Schneeberg und Waldstein mit Anbindung an die Loipen der Nachbargemeinden
- Rodeln
  - Kleiner Rodelhügel im Kurpark
  - Rodelhang am Großen Waldstein unmittelbar am Waldsteinhaus
- Radwege
  - Beschilderte Mountainbike-Strecken in den umliegenden Wäldern (Routen Schneeberg und Waldstein)
  - Asphaltierter Rundweg um den Weißenstädter See (auch für Inliner)
  - Wassergebundener Fahrradweg (gesandet) auf ehemaliger Bahnstrecke nach Kirchenlamitz
  - Die ca. drei Kilometer entfernte Saalequelle ist der Ausgangsort des 427 Kilometer langen Radwanderweges Saale
  - Vorbei an der Eger-Quelle über den Schneebergpass (798 m) kommt man nach ca. 5 Kilometer zum Beginn des (Weiß-)Main-Radwanderweg auf ehemaliger Bahnstrecke von Bischofsgrün nach Bad Berneck (durchgehend asphaltiert und auf der der Straße gegenüberliegenden Flussseite).
  - Asphaltierte Nebenstrecken in Richtung Grub, Birk, Ruppertsgrün für Rundfahrten und Touren
  - Beginn des Egerradweges in Voitsumra (im Bau)
- Wanderwege
  - E3 (ca. 6950 km) von Istanbul bis Kap St. Vincent/Santiago de Compostela (E)
  - E6 (ca. 5200 km) von Kilpisjärvi bis zu den Dardanellen
  - Markierter Jakobsweg (Pilgerweg über den Kleinen Waldstein)
  - Höhenweg des Fichtelgebirgsvereins
  - Nordweg des Fichtelgebirgsvereins
  - Quellenweg des Fichtelgebirgsvereins
  - Egerweg des Fichtelgebirgsvereins
  - Anbindung an die Ostlinie des Main-Donau-Weges
  - Anbindung an den Fränkischen Gebirgsweg
  - Saar-Schlesien-Weg
  - Lehrpfad zu einigen der schönsten Geotope Bayerns (Führungen möglich)
  - Verschiedene Wanderwege zu den Quellen und entlang der Flüsse Eger, Saale, Weißer Main und Naab
  - Direkte Wanderwege zu den umliegenden Gipfeln Kleiner und Großer Waldstein, Epprechtstein, Rudolfstein, Schneeberg, Ochsenkopf
- Klettern
  - An den Felsentürmen des Rudolfsteins
  - An den Felsentürmen der Drei Brüder
- Reiten
  - Private Angebote in Weißenstadt, Meierhof und Vordorf

## Sonstiges
Der Ortsneckname von Weißenstadt beziehungsweise der Spitzname der Weißenstädter Bürger ist Bummelhenker, da man, als die Stadtmauer mit Gras bedeckt war, die Idee gehabt haben soll, den Bummel, den Zuchtstier der Gemeinde, am Seilzug zu befestigen und ihn hinauf zu ziehen, damit er das Gras fressen kann. Da man aber das Seil am Hals befestigte, wurde das Tier stranguliert.
Eine besondere Hassliebe besteht zwischen den Bummelhenkern und den Krebsbackern (Kirchenlamitz), so lautet ein Spruch aus Kirchenlamitz: „Lieber Pest und Hungersnot, als a Fraa aus Weißastodt“.

## Persönlichkeiten

### Söhne und Töchter der Stadt
- Johann Scheffel (1501–1554), Lehrer, Jurist, Ratsherr und Bürgermeister von Leipzig
- Johann Paul Pöhlmann (1760–1848), Geistlicher und Pädagoge
- Johann Michael Leupoldt (1794–1874), Psychiater, Rektor der Universität Erlangen
- Heinrich Schneider (1905–1985), Schriftsteller
- Peter Beauvais (1916–1986), Schauspieler und Regisseur
- Dieter Korczak (* 1948), Soziologe und Publizist
- Ursula Schlötzer-Schrehardt (* 1957), Biologin und Hochschullehrerin
- Horst Hüttel (* 1968), Skisprungtrainer

### Persönlichkeiten, die vor Ort gewirkt haben
- Erhard Ackermann (1813–1880), der Begründer der industriellen Granitveredelung in Deutschland
- Luise Müller (* 1952), evangelisch-lutherische Theologin
- Christian Neuper (1876–1950), Steinbildhauer
- Theodor Weismann (1912–1996), evang. Pfarrer in Weißenstadt von 1946 bis 1964, Chronist[18]